# Andrena recurvirostra
Andrena recurvirostra är en biart som beskrevs av Warncke 1975. Andrena recurvirostra ingår i släktet sandbin, och familjen grävbin. Inga underarter finns listade i Catalogue of Life.